# Mountainbike-Weltmeisterschaften 2003
Die 16. Mountainbike-Weltmeisterschaften fanden vom 31. August bis 7. September 2003 statt. Als Austragungsort wird zwar offiziell die Schweizer Stadt Lugano angegeben, doch die eigentlichen Rennen fanden bei der Ortschaft Rivera am Monte Tamaro statt. Zum ersten Mal wurden auch Mountainbike-Marathon-Weltmeisterschaften durchgeführt. Zukünftige Mountainbike-Marathon-Weltmeisterschaften wurden als eigenständige Wettkämpfe durchgeführt.

## Cross Country

### Männer
| Platza | Land | Athlet           | Zeit         |
| ------ | ---- | ---------------- | ------------ |
| 1      | BEL  | Filip Meirhaeghe | 2:25:02 Std. |
| 2      | CAN  | Ryder Hesjedal   | 2:25:48 Std. |
| 3      | BEL  | Roel Paulissen   | 2:26:54 Std. |

### Frauen
| Platz | Land | Athletin         | Zeit         |
| ----- | ---- | ---------------- | ------------ |
| 1     | GER  | Sabine Spitz     | 2:07:59 Std. |
| 2     | CAN  | Alison Sydor     | 2:08:15 Std. |
| 3     | RUS  | Irina Kalentjewa | 2:09:58 Std. |

### Männer U23
| Platz | Land | Athlet       | Zeit         |
| ----- | ---- | ------------ | ------------ |
| 1     | SUI  | Balz Weber   | 2:09:45 Std. |
| 2     | GER  | Manuel Fumic | 2:10:22 Std. |
| 3     | ESP  | Iván Álvarez | 2:10:57 Std. |

### Junioren
| Platz | Land | Athlet              | Zeit         |
| ----- | ---- | ------------------- | ------------ |
| 1     | CZE  | Jaroslav Kulhavý    | 1:51:51 Std. |
| 2     | SUI  | Nino Schurter       | 1:54:18 Std. |
| 3     | UKR  | Oleksandr Yakymenko | 1:56:44 Std. |

### Juniorinnen
| Platz | Land | Athletin      | Zeit         |
| ----- | ---- | ------------- | ------------ |
| 1     | AUS  | Lisa Mathison | 1:27:08 Std. |
| 2     | ITA  | Eva Lechner   | 1:31:02 Std. |
| 3     | GER  | Almut Grieb   | 1:31:25 Std. |

### Staffel
| Platz | Land | Athleten                                                            | Zeit         |
| ----- | ---- | ------------------------------------------------------------------- | ------------ |
| 1     | POL  | Anna Szafraniec, Marcin Karczyński, Piotr Formicki, Kryspin Pyrgies | 1:13:37 Std. |
| 2     | SUI  | Ralph Näf, Balz Weber, Nino Schurter, Barbara Blatter               | 1:15:00 Std. |
| 3     | CAN  | Roland Green, Ricky Federau, Max Plaxton, Christina Redden          | 1:15:20 Std. |

## Downhill

### Männer
| Platz | Land | Athlet         | Zeit        |
| ----- | ---- | -------------- | ----------- |
| 1     | RSA  | Greg Minnaar   | 4:37,78 min |
| 2     | FRA  | Mickael Pascal | 4:38,70 min |
| 3     | FRA  | Fabien Barel   | 4:39,11 min |

### Frauen
| Platz | Land | Athletin               | Zeit        |
| ----- | ---- | ---------------------- | ----------- |
| 1     | FRA  | Anne-Caroline Chausson | 5:10,23 min |
| 2     | FRA  | Sabrina Jonnier        | 5:22,64 min |
| 3     | FRA  | Nolvenn Le Caer        | 5:27,69 min |

### Junioren
| Platz | Land | Athlet        | Zeit        |
| ----- | ---- | ------------- | ----------- |
| 1     | GBR  | Samuel Hill   | 4:39,49 min |
| 2     | GBR  | Gee Atherton  | 4:50,49 min |
| 3     | FRA  | Cyrille Kurtz | 4:54,47 min |

### Juniorinnen
| Platz | Land | Athletin           | Zeit        |
| ----- | ---- | ------------------ | ----------- |
| 1     | FRA  | Emmeline Ragot     | 5:41,07 min |
| 2     | NZL  | Scarlett Hagen     | 5:46,58 min |
| 3     | CHI  | Bernardita Pizarro | 5:59,03 min |

## Four Cross

### Männer
| Platz | Land | Athlet        |
| ----- | ---- | ------------- |
| 1     | CZE  | Michal Prokop |
| 2     | USA  | Eric Carter   |
| 3     | USA  | Brian Lopes   |

### Frauen
| Platz | Land | Athletin               |
| ----- | ---- | ---------------------- |
| 1     | FRA  | Anne-Caroline Chausson |
| 2     | FRA  | Sabrina Jonnier        |
| 3     | USA  | Jill Kinter            |

## Trials

### Männer 26"
| Platz | Land | Athlet              | Punkte |
| ----- | ---- | ------------------- | ------ |
| 1     | FRA  | Giacomo Coustellier | 18     |
| 2     | FRA  | Marc Caisso         | 19     |
| 3     | BEL  | Kenny Belaey        | 20     |

### Männer 20"
| Platz | Land | Athlet             | Punkte |
| ----- | ---- | ------------------ | ------ |
| 1     | ESP  | Benito Ros Charral | 17     |
| 2     | ESP  | Carlos Díaz Codina | 23     |
| 3     | GER  | Marco Hösel        | 25     |

### Frauen
| Platz | Land | Athletin                  | Punkte |
| ----- | ---- | ------------------------- | ------ |
| 1     | SUI  | Karin Moor                | 7      |
| 2     | GER  | Ann-Christin Bettenhausen | 18     |
| 3     | FRA  | Lucie Miramond            | 19     |

### Junioren 26"
| Platz | Land | Athlet             | Punkte |
| ----- | ---- | ------------------ | ------ |
| 1     | FRA  | Gilles Coustellier | 5      |
| 2     | FRA  | Alexis Touteau     | 14     |
| 3     | FRA  | Thibault Veuillet  | 23     |

### Junioren 20"
| Platz | Land | Athlet             | Punkte |
| ----- | ---- | ------------------ | ------ |
| 1     | ESP  | Benito Ros Charral | 14     |
| 2     | GER  | Marco Hösel        | 21     |
| 3     | FRA  | Vincent Hermance   | 23     |